# Franse presidentsverkiezingen 1873

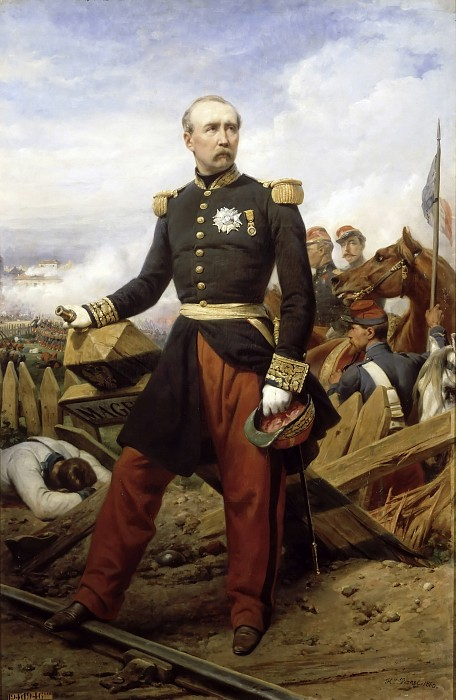
Patrice de Mac-Mahon, hertog van Magenta

Op 24 mei 1873 vonden er in Frankrijk de eerste presidentsverkiezingen onder de Derde Franse Republiek plaats. De verkiezingen werd overweldigend gewonnen door de monarchistische kandidaat Patrice de Mac-Mahon.
| Kandidaten           | politieke richting | ronde 1      |
| -------------------- | ------------------ | ------------ |
| Patrice de Mac-Mahon | monarchist         | 99,74% (391) |
| Jules Grévy          | republikein        | 0,16% (1)    |